# بيت الغويدي (الحيمة الخارجية)

تعديل مصدري - تعديل

بيت الغويدي هي إحدى قرى عزلة الجحادب بمديرية الحيمة الخارجية التابعة لمحافظة صنعاء، بلغ تعداد سكانها 168 نسمة حسب تعداد اليمن لعام 2004.